# بوبروو (استان آرخانگلسک)
بوبروو (به لاتین: Bobrovo) یک منطقهٔ مسکونی در روسیه است که در استان آرخانگلسک واقع شده‌است.